# Cathédrale de l'Assomption-de-la-Bienheureuse-Vierge-Marie d'Odessa
Cette  cathédrale n’est pas la seule cathédrale de l'Assomption.
La cathédrale de l'Assomption-de-la-Bienheureuse-Vierge-Marie d'Odessa (en ukrainien : Кафедральний собор Успіння Пресвятої Діви Марії) est une cathédrale rattachée à l'Église catholique, située dans la ville d'Odessa au sud de l'Ukraine,.

## Histoire

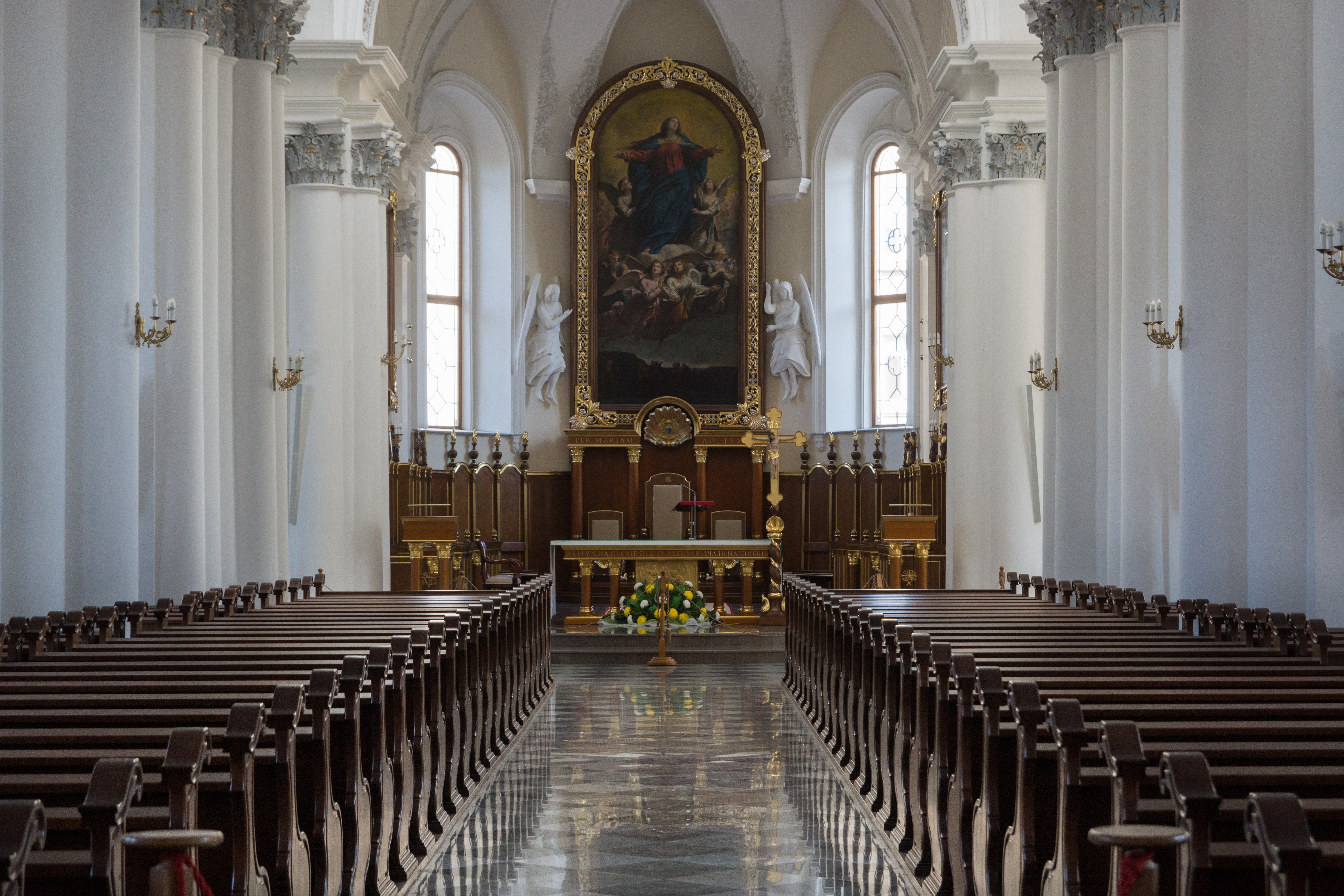
Intérieur de la cathédrale.

La cathédrale suit le rite romain et a été construite comme simple église paroissiale entre 1844 et 1853, grâce aux efforts des catholiques de Pologne et d'Allemagne et à l'initiative du père Grzegorz Razutowicz. L'édifice a été conçu par l'architecte polonais Feliks Gąsiorowski avec l'aide de l'architecte italien Francesco Morandi (uk).
L'église a été construite comme une basilique à trois nefs avec un dôme en croisée selon un plan cruciforme. À l'intérieur, du marbre blanc et gris a été utilisé. Dans la peinture du maître-autel se trouve une image de l'Assomption de la Vierge Marie de 1850, qui est une copie de Raphaël. L'intérieur est orné de nombreuses peintures précieuses et de grands lustres en cristal. Le pape Pie IX a fait don à l'église en 1852 de fonts baptismaux en marbre. À côté de l'église, un orphelinat, une maison de soins infirmiers, une école catholique et un refuge pour enfants ont été construits.
L'église est fermée en 1935 au plus fort de la répression antichrétienne des autorités communistes locales, et l'on y installe un club pour les travailleurs. Certains objets parviennent à être gardés à l'église Saint-Pierre d'Odessa qui reste encore ouverte. Lorsque les Allemands occupent la ville en 1941, ils font rouvrir l'église afin de s'attirer une partie de l'opinion publique; mais elle est à nouveau fermée au culte en 1949. L'intérieur est entièrement reconstruit pour en faire une salle de sport et les monuments funéraires de personnalités, comme celle du général de Langeron, sont démolis, ainsi que les colonnes.
Lorsque la nouvelle Ukraine indépendante normalise ses relations avec les différents cultes, l'église est rendue aux catholiques en 1991 et de longs travaux de restauration commencent. Le 4 mai 2002, l'érection du nouveau diocèse d'Odessa-Simferopol provoque le choix de cette église pour en faire la cathédrale.